# Jevgēņijs Gorjačilovs
Jevgēņijs Jur'evič Gorjačilovs (in russo Евгений Юрьевич Горячилов?; 5 gennaio 1969 – 23 maggio 2015) è stato un calciatore e giocatore di calcio a 5 lettone, di ruolo attaccante.

## Biografia
È venuto a mancare dopo una lunga lotta contro il cancro il 23 maggio 2015 a soli 46 anni.

## Carriera

### Club
Ha iniziato la sua carriera nel campionato sovietico di calcio nel 1988 militando nel RAF Jelgava.
Nel 1991 si trasferì allo Skonto, futuro dominatore del calcio lettone, che vinse l'ultimo campionato della RSS lettone. Nel 1992, con la ritrovata indipendenza della Lettonia giocò con l'Kompar-Daugava. Nello stesso anno a stagione in corso si trasferì in Ucraina giocando per il Metalurh Zaporižžja. Esordì in Vyšča Liha il 14 marzo 1993, nella gara vinta contro il Kryvbas; l'11 aprile segnò la sua prima rete nella massima serie ucraina nella sconfitta contro la Dinamo Kiev Finita la stagione calcistica ucraina tornò a metà 1993 in Lettonia, giocando per il Vidus Riga.
Dopo un periodo in cui si dedicò al calcio a 5, tornò al calcio nel 1997 giocando per il Ranto-AVV Rīga in seguito noto come RKB-Arma Rīga; con tale club vinse la 1. Līga 1997, ottenendo la promozione in Virslīga, dove l'anno dopo finì ultima retrocedendo. Nella stagione 2001-02 Gorjačilovs giocò con il Policijas, con cui vinse un campionato nazionale e debuttò nella Coppa UEFA di calcio a 5. In seguito militò per almeno un biennio nel Raba.

### Nazionale
Ha disputato tre gare con la nazionale lettone nel 1993, senza mettere a segno reti. Esordì da titolare nella gara contro l'Albania valida per le Qualificazioni al campionato mondiale di calcio 1994. Le altre due gare, disputate nello stesso girone di qualificazione, le disputò nelle tre settimane successive.

## Statistiche

### Cronologia presenze e reti in Nazionale
| Cronologia completa delle presenze e delle reti in nazionale ― Lettonia | Cronologia completa delle presenze e delle reti in nazionale ― Lettonia | Cronologia completa delle presenze e delle reti in nazionale ― Lettonia | Cronologia completa delle presenze e delle reti in nazionale ― Lettonia | Cronologia completa delle presenze e delle reti in nazionale ― Lettonia | Cronologia completa delle presenze e delle reti in nazionale ― Lettonia | Cronologia completa delle presenze e delle reti in nazionale ― Lettonia | Cronologia completa delle presenze e delle reti in nazionale ― Lettonia |
| Data                                                                    | Città                                                                   | In casa                                                                 | Risultato                                                               | Ospiti                                                                  | Competizione                                                            | Reti                                                                    | Note                                                                    |
| ----------------------------------------------------------------------- | ----------------------------------------------------------------------- | ----------------------------------------------------------------------- | ----------------------------------------------------------------------- | ----------------------------------------------------------------------- | ----------------------------------------------------------------------- | ----------------------------------------------------------------------- | ----------------------------------------------------------------------- |
| 15-5-1993                                                               | Riga                                                                    | Lettonia                                                                | 0 – 0                                                                   | Albania                                                                 | Qual. Mondiali 1994                                                     | -                                                                       |                                                                         |
| 2-6-1993                                                                | Riga                                                                    | Lettonia                                                                | 1 – 2                                                                   | Irlanda del Nord                                                        | Qual. Mondiali 1994                                                     | -                                                                       | 46’                                                                     |
| 9-6-1993                                                                | Riga                                                                    | Lettonia                                                                | 0 – 2                                                                   | Irlanda                                                                 | Qual. Mondiali 1994                                                     | -                                                                       | 55’                                                                     |
| Totale                                                                  |                                                                         | Presenze                                                                | 3                                                                       |                                                                         | Reti                                                                    | 0                                                                       |                                                                         |

## Palmarès

### Calcio
- Campionato lettone: 1

Skonto: 1991
- 1. Līga: 1

Ranto-Miks Rīga: 1997

### Calcio a 5
- Campionato lettone: 1

Policijas: 2001-02